# Wang Zhizhi
Wang Zhizhi (en chino, 王治郅; pinyin, Wáng Zhìzhì; Pekín, 8 de julio de 1977) es un exjugador y entrenador de baloncesto chino que jugó durante 5 temporadas en la NBA, siendo el primer jugador chino en jugar en aquella liga. Con 2,16 metros de altura, jugaba en la posición de pívot.

## Trayectoria deportiva

### Profesional

#### Liga China
Comenzó jugando en el Bayi Rockets en 1995, coincidiendo con la creación de la Chinese Basketball Association, donde logró rápidamente la titularidad, ayudando a conseguir para el equipo los seis primeros campeonatos de su país. En su última temporada, la 2000-01, promedió 26,3 puntos y 11,7 rebotes por partido.

#### NBA
Fue elegido en la trigésimo sexta posición del Draft de la NBA de 1999 por Dallas Mavericks, pero no fue hasta abril de 2001 cuando firmó contrato con el equipo tejano, por una temporada a cambio de 300.000 dólares. Esa temporada jugó solo 5 partidos de temporada regular, así como la primera ronda de los playoffs promediando 4,8 puntos y 1,4 rebotes por partido. Al año siguiente tuvo más presencia en el equipo, repartiéndose los minutos en la posición de pívot con Shawn Bradley, acabando la temporada con 5,6 puntos y 2,0 rebotes por encuentro.
Tras no ser renovado, firmó como agente libre por Los Angeles Clippers, pero tuvo muy poca presencia en el equipo. Mediada la temporada 2003-04 fue cortado, firmando entonces por Miami Heat, donde jugó dos temporadas más.

#### Regreso a China
Tras su aventura estadounidense, regresó a su antiguo equipo los Bayi Rockets en 2006, donde en su primera temporada tras su vuelta promedió 26,3 puntos, jugando el All-Star, en el que fue elegido MVP tras conseguir 26 puntos, 3 rebotes y 3 asistencias.

### Entrenador
Tras nueve temporadas con los Rockets, al término de la 2014-15 anunció que dejaba el equipo, siendo el 12 de julio de 2016, su reirada como jugador profesional.
De cara a la temporada 2015-26 se convirió en asistente den los Rockets, siendo el entrenador principal en la 2018–19 hasta el final de la 2019-20.

### Selección nacional
Debutó en una competición importante con la selección china en los Juegos Olímpicos de Atlanta 1996, donde acabaron en octavo lugar. 
En 1999 ganó el Campeonato FIBA Asia, y al año siguiente participó de nuevo en unas olimpiadas, en las de Sídney 2000, donde acabaron en décima posición.
Tras su paso por la NBA, Wang fue apartado de su selección tras negarse a acudir a unos entrenamientos, regresando en 2006 para participar en el Campeonato del Mundo de Japón. 
Jugó sus terceras olimpiadas en Pekín 2008, donde acabaron en octava posición.

## Estadísticas de su carrera en la NBA

### Temporada regular
| Temporada | Edad | Equipo               | Liga | P   | TIT | MIN  | TC  | TCA | %TC  | 3P  | 3PA | %3P  | TL  | TLA | %TL   | R.OF. | R.DEF. | REB | ASIS | ROB | TAP | PER | FP  | PTS |
| 2000-01   | 23   | Dallas Mavericks     | NBA  | 5   | 0   | 7.6  | 1.6 | 3.8 | .421 | 0.0 | 0.4 | .000 | 1.6 | 2.0 | .800  | 0.2   | 1.2    | 1.4 | 0.0  | 0.0 | 0.0 | 0.2 | 1.6 | 4.8 |
| 2001-02   | 24   | Dallas Mavericks     | NBA  | 55  | 0   | 10.9 | 2.0 | 4.5 | .440 | 0.9 | 2.1 | .414 | 0.8 | 1.0 | .737  | 0.3   | 1.7    | 2.0 | 0.4  | 0.2 | 0.3 | 0.5 | 1.5 | 5.6 |
| 2002-03   | 25   | Los Angeles Clippers | NBA  | 41  | 1   | 10.0 | 1.5 | 4.0 | .383 | 0.4 | 1.1 | .340 | 1.0 | 1.4 | .724  | 0.6   | 1.2    | 1.9 | 0.2  | 0.2 | 0.2 | 0.8 | 1.0 | 4.4 |
| 2003-04   | 26   | TOTAL                | NBA  | 16  | 0   | 7.1  | 1.1 | 2.9 | .370 | 0.3 | 0.9 | .286 | 0.6 | 0.6 | .900  | 0.3   | 0.9    | 1.1 | 0.1  | 0.2 | 0.3 | 0.4 | 0.8 | 2.9 |
| 2003-04   | 26   | Los Angeles Clippers | NBA  | 2   | 0   | 4.5  | 0.0 | 0.5 | .000 | 0.0 | 0.0 |      | 2.0 | 2.0 | 1.000 | 0.0   | 2.0    | 2.0 | 0.0  | 0.0 | 0.5 | 0.0 | 0.0 | 2.0 |
| 2003-04   | 26   | Miami Heat           | NBA  | 14  | 0   | 7.5  | 1.2 | 3.2 | .378 | 0.3 | 1.0 | .286 | 0.4 | 0.4 | .833  | 0.3   | 0.7    | 1.0 | 0.1  | 0.2 | 0.3 | 0.4 | 0.9 | 3.1 |
| 2004-05   | 27   | Miami Heat           | NBA  | 20  | 0   | 4.6  | 0.9 | 1.8 | .472 | 0.1 | 0.2 | .667 | 0.4 | 0.6 | .583  | 0.3   | 0.6    | 0.9 | 0.3  | 0.2 | 0.1 | 0.3 | 0.5 | 2.2 |
| Total     |      |                      | NBA  | 137 | 1   | 9.2  | 1.6 | 3.7 | .417 | 0.5 | 1.3 | .385 | 0.8 | 1.1 | .735  | 0.4   | 1.3    | 1.7 | 0.3  | 0.2 | 0.3 | 0.5 | 1.1 | 4.4 |

### Playoffs
| Temporada | Edad | Equipo           | Liga | P  | MIN | TCA | TC | 3PA | 3P | TLA | TL | R.OF. | REB | ASIS | ROB | TAP | PER | FP | PTS | %TC  | %3P  | %FT   | MIN | PTS | REB | AST |
| 2000-01   | 23   | Dallas Mavericks | NBA  | 5  | 23  | 3   | 8  | 1   | 2  | 3   | 3  | 0     | 2   | 1    | 1   | 1   | 1   | 1  | 10  | .375 | .500 | 1.000 | 4.6 | 2.0 | 0.4 | 0.2 |
| 2001-02   | 24   | Dallas Mavericks | NBA  | 8  | 44  | 7   | 16 | 3   | 6  | 3   | 6  | 5     | 8   | 3    | 0   | 1   | 0   | 11 | 20  | .438 | .500 | .500  | 5.5 | 2.5 | 1.0 | 0.4 |
| 2003-04   | 26   | Miami Heat       | NBA  | 3  | 7   | 0   | 0  | 0   | 0  | 0   | 0  | 0     | 0   | 1    | 0   | 0   | 1   | 1  | 0   |      |      |       | 2.3 | 0.0 | 0.0 | 0.3 |
| Total     |      |                  | NBA  | 16 | 74  | 10  | 24 | 4   | 8  | 6   | 9  | 5     | 10  | 5    | 1   | 2   | 2   | 13 | 30  | .417 | .500 | .667  | 4.6 | 1.9 | 0.6 | 0.3 |